# (10099) Glazebrook
(10099) Glazebrook (1991 VB9) – planetoida z pasa głównego asteroid okrążająca Słońce w ciągu 5,92 lat w średniej odległości 3,27 j.a. Odkryta 4 listopada 1991 roku.